# Karl Jansen (Gewichtheber)
Karl Jansen (* 28. Mai 1908 in Eickel; † 13. November 1961 in Essen) war ein deutscher Gewichtheber.

## Werdegang
Karl Jansen wuchs in Wanne-Eickel auf und schloss sich dem dortigen Schwerathletik-Verein an. Er erzielte im westdeutschen Raum auch erste Erfolge, der Durchbruch gelang ihm jedoch erst, als er sich, schon 26 Jahre alt, 1934 dem VKSA 1888 Essen anschloss. Dort, versehen mit wertvollen Trainingshinweisen von Adolf Wagner und Karl Bierwirth, schaffte er binnen Monaten den Sprung in die Weltklasse. Sein erster internationaler Einsatz 1935 in Paris brachte ihm gleich den Titel eines Europameisters. Der Gewinn einer olympischen Medaille 1936 in Berlin war der Höhepunkt seiner Laufbahn. Seinem Verein, mit dem er mehrere Male deutscher Mannschaftsmeister wurde, stellte er sich bis zu seinem 45. Lebensjahr als aktiver Gewichtheber zur Verfügung.
Seine letzte Ruhestätte fand er auf dem Südwestfriedhof Essen.

## Erfolge

### Internationale Erfolge
(alle Erfolge erzielt im olympischen Dreikampf im Leichtgewicht, OS = Olympische Spiele, EM = Europameisterschaft)
- 1935, 1. Platz, EM in Paris, mit 325 kg (92,5-100-132,5), vor Robert Fein, Österreich, 322,5 (97.5, 100.0, 125.0) kg und René Duverger, Frankreich, 312,5 (95.0, 95.0., 122.5) kg;
- 1936, Bronzemedaille, OS in Berlin, mit 327,5 kg (95-100-132,5), hinter Anwar Misbah, Ägypten, 342,5 (92.5, 105.0, 137.5) kg und Fein, 342,5 (105.0, 100.0, 137.5) kg;
- 1937, 3. Platz, WM in Paris, mit 330 kg (97,5-102,5-130), hinter Anthony Terlazzo, USA, 357,5 (105.0, 110.0, 142.5) kg und Fein, 355 (107.5, 107.5, 140.0) kg;
- 1938, 4. Platz, WM in Wien, mit 332,5 kg, hinter Terlazzo, 350 (105.0, 107.5, 137.5) kg, Attiah, Ägypten, 342,5 (95.0, 105.0, 142.5) kg und Karl Schwitalle, Deutschland, 332,5 (97.5, 105.0, 130.0) kg.

### Erfolge bei deutschen Meisterschaften
- 1935, 1. Platz in Berlin mit 310 kg, vor Schwitalle, Breslau, 302,5 kg und Hans Wölpert, München, 302,5 kg;
- 1936, 1. Platz in Möhringen mit 322,5 kg, vor Schwitalle, 317,5 kg und Franz Thiersch, Erfurt, 317,5 kg;
- 1937, 1. Platz in Düsseldorf mit 325 kg, vor Schwitalle, 315 kg und Erdmann, Suhl, 305 kg;
- 1938, 1. Platz in Breslau mit 332,5 kg, vor Erdmann 317,5 kg und Schwitalle, 315 kg;
- 1939, 1. Platz in Nürnberg mit 340 kg, vor Schwitalle, 325 kg und Hermann, Wien, 320 kg;
- 1940, 1. Platz in Hannover mit 330 kg, vor Schwitalle, 320 kg und Hermann, 310 kg;
- 1941, 1. Platz in Fellbach mit 337,5 kg, vor Schwitalle, 335 kg und Hermann, 332,5 kg;
- 1948, 1. Platz in Lage mit 315 kg, vor Umkehr, Würzburg, 295 kg;
- 1949, 1. Platz in Regensburg mit 315 kg, vor Schwemmer, Nürnberg, 292,5 kg.

### Deutsche Rekorde
im olympischen Dreikampf:
- 1939, in Nürnberg 340 kg, Le
- 1939, in Essen 342,5 kg, Le